# Anoplosiagum turquinensis
Anoplosiagum turquinensis är en skalbaggsart som beskrevs av Garcia-vidal 1982. Anoplosiagum turquinensis ingår i släktet Anoplosiagum och familjen Melolonthidae. Inga underarter finns listade i Catalogue of Life.